# Шпаковский, Денис Вадимович
Денис Вадимович Шпаковский (бел. Дзяніс Вадзімавіч Шпакоўскі; род. 26 мая 2001, Минск) — белорусский футболист, вратарь минского «Динамо».

## Клубная карьера
Воспитанник минского «Динамо». С 2019 года начал привлекаться к тренировкам с основным составом, параллельно выступая в турнире дублёров. Дебютировал за клуб в Высшей лиге 1 декабря 2019 года в матче последнего тура чемпионата против брестского «Динамо», отыграв все 90 минут. В этой встрече Шпаковский пропустил три мяча, а минчане уступили со счётом 1:3.
На протяжении с 2020 по 2022 года оставался одним из резервных вратарей клуба. В начале 2022 года стал исполнять роль второго вратаря клуба. Первый матч сыграл 19 октября 2022 года против «Слуцка». Затем в матче 29 октября 2022 года против «Ислочи» футболист также вышел в стартовом составе, однако уже на 6 минуте был заменён из-за полученной травмы. Вскоре было сообщено, что восстановление футболиста займёт порядка 2 месяцев из-за травматического заднего вывиха предплечья. По итогу сезона сыграл за клуб в 3 матчах, в которых не пропустил ни одного гола.
В январе 2023 года продолжил тренироваться с минским клубом. Первый матч в новом сезоне сыграл 29 апреля 2023 года против гродненского «Немана», выйдя на замену на 42 минуте. В июле 2023 года вместе с клубом отправился на квалификационные матчи Лиги конференций УЕФА. По итогу квалификационных матчей минский клуб уступил боснийскому «Железничару» по сумме матчей, а сам футболист обе встречи провёл на скамейке запасных. По итогу сезона футболист стал победителем чемпионата.
В январе 2024 года футболист на правах арендного соглашения присоединился к «Минску» до конца сезона.

## Карьера в сборной
Летом 2018 года был впервые вызван в состав юношеской сборной Беларуси. Дебютировал в её составе  12 августа в товарищеской встрече с Арменией. Шпаковский отыграл в этом матче на ноль, а белорусы выиграли с минимальным счётом 1:0. Также в составе сборной участвовал в отборочных раундах к чемпионатам Европы 2019 и 2020 годов, но ни в одном из матчей участия не принял, оставаясь на скамейке запасных.

## Достижения
«Динамо» Минск
- Чемпион Беларуси: 2023
- Обладатель Суперкубка Беларуси: 2025

## Статистика выступлений

### Клубная статистика
| Выступление      | Выступление      | Выступление      | Лига | Лига | Кубки | Кубки | Конт. кубки | Конт. кубки | Итого | Итого |
| Клуб             | Лига             | Сезон            | Игры | Голы | Игры  | Голы  | Игры        | Голы        | Игры  | Голы  |
| ---------------- | ---------------- | ---------------- | ---- | ---- | ----- | ----- | ----------- | ----------- | ----- | ----- |
| Динамо (Минск)   | Высшая лига      | 2019             | 1    | 0    | 0     | 0     | 0           | 0           | 1     | 0     |
| Динамо (Минск)   | Высшая лига      | 2020             | 0    | 0    | 0     | 0     | 0           | 0           | 0     | 0     |
| Динамо (Минск)   | Итого            | Итого            | 1    | 0    | 0     | 0     | 0           | 0           | 1     | 0     |
| Всего за карьеру | Всего за карьеру | Всего за карьеру | 1    | 0    | 0     | 0     | 0           | 0           | 1     | 0     |